# ペドロ・パラモ
『ペドロ・パラモ』（スペイン語：Pedro Páramo）は、フアン・ルルフォの長編小説である。1955年初版。2024年、Netflixで映像化された。

## あらすじ
フアン・プレシアドという名前の男が、父親を探して、死んだ母親の故郷コマラにやってくる。そこは文字通りのゴーストタウンで、幽霊の住民が住んでいた。

## 特徴
時系列の揃わない短い断章を繋ぎ合わせ、現在と過去が交錯する前衛的な手法で生者と死者が混交する町コマラを表現している。

## 登場人物
ペドロ・パラモ
フアン・プレシアドの父親。
スサナ・サン＝フアン
フアンの愛人。
フアン・プレシアド
語り手。
フルゴル・セダノ
ペドロ・パラモの土地の管理者。
ミゲル・パラモ
ペドロ・パラモの息子。
ドロテア
語り手。

## 日本語訳
- フアン・ルルフォ『ペドロ・パラモ』 杉山晃、増田義郎訳、岩波書店、1979年／岩波文庫、1992年

## 映画
原作と同名の『Pedro Paramo』で映画化され、2024年11月6日よりネットフリックスで配信された（2024年製作／132分／メキシコ）。監督・ロドリゴ・プリエト、出演・マヌエル・ガルシア＝ルルフォほか。